# Irma Tschudi-Steiner

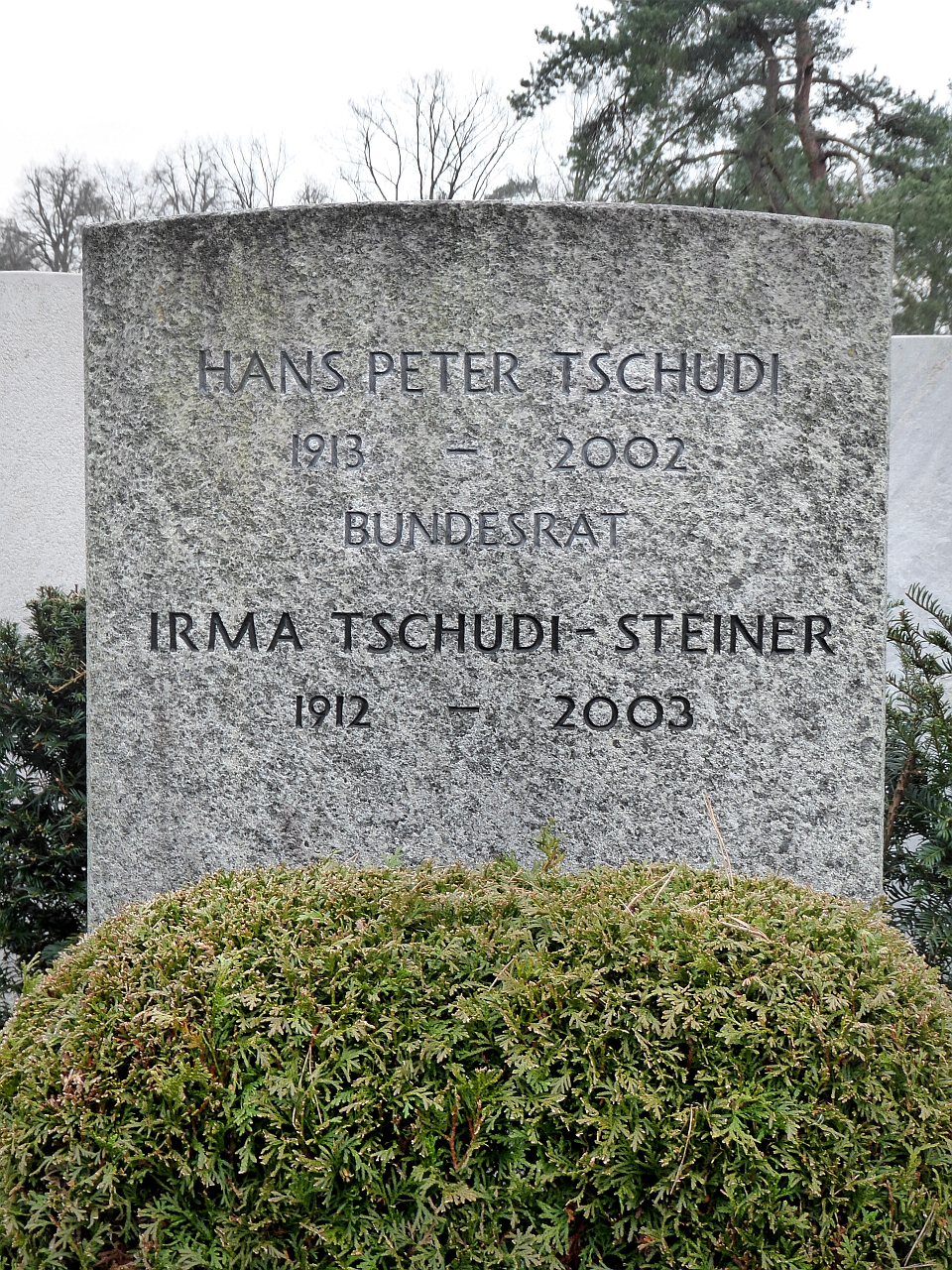
Grab auf dem Friedhof am Hörnli, Riehen, Basel-Stadt

Irma Tschudi-Steiner (* 11. Februar 1912 in Solothurn als Irma Steiner; † 27. Oktober 2003 in Basel; heimatberechtigt in Hersiwil SO) war eine Schweizer Pharmazeutin. Sie war Basels erste Privatdozentin an der Phil. nat. Fakultät und in Bern erste Professorin der Pharmazie. Sie war die Gattin von Bundesrat Hans-Peter Tschudi.

## Leben und Arbeit
Irma Steiner war die Tochter der Arbeitslehrerin Emilie Steiner-Gubler und des Oberlehrers Emil Steiner. Eigentlich hätte sie Klaviervirtuosin werden wollen. Da sie sich in diesem Metier keine Chance ausrechnete, studierte sie in Basel Pharmazie. Nach dem pharmazeutischen Staatsexamen von 1936 promovierte sie 1938 an der phil. nat. Fakultät mit summa cum laude, nach dem medizinischen Staatsexamen 1947 doktorierte sie 1949 an der med. Fakultät. Gefördert vom späteren Nobelpreisträger Tadeusz Reichstein, habilitierte sie sich 1950 an der Basler naturwissenschaftlichen Fakultät als erste Privatdozentin. Irma Steiner heiratete 1952 den Juristen und SP-Politiker Hans-Peter Tschudi. Nach dessen Wahl zum Bundesrat 1959 liess sie sich nach Bern umhabilitieren. Hier lehrte sie ab 1961 als Privatdozentin und von 1969 bis 1982 als ausserordentliche Professorin für pharmazeutische Spezialgebiete. Irma Tschudi-Steiner legte einen Grundstein für die moderne Ausbildung der Apotheker und Apothekerinnen und suchte die Frauen an der Universität zu fördern.
2003 stiftete sie den Irma-Tschudi-Preis. Der Preis wird in Basel für die beste pharmazeutische, von einer Frau verfasste Dissertation verliehen.

## Auszeichnungen
Irma Tschudi-Steiner erhielt den Preis und die Medaille des Fonds Golaz zur Förderung der pharmazeutischen Wissenschaften in der Schweiz.

## Werke (Auswahl)
- Fluoreszenzmikroskopische Untersuchungen an Rindenpulvern unter Zuhilfenahme von Reagenzien. Basel 1939. Diss. phil. nat. Basel 1938.
- Die geschichtliche Entwicklung der chemischen Mutterkornforschung bis zum Jahre 1918. Basel 1951. Diss. med. Basel 1949.
- Wandlungen im Arzneiwesen. Zürich 1952.